# Números de teléfono de Uruguay
El prefijo telefónico internacional de Uruguay es +598. A partir del 2010 se eliminó la larga distancia nacional, por lo que no existen prefijos telefónicos de cada ciudad.

## Telefonía fija
La Administración Nacional de Telecomunicaciones (ANTEL) es la compañía estatal y monopólica de telecomunicaciones de Uruguay.
Anteriormente en Uruguay, los números telefónicos fijos solían tener entre 4 y 7 dígitos. Para realizar una llamada local, bastaba con discar esos dígitos. Para realizar una llamada interdepartamental, se debía discar el cero, más el código de área, seguido del número de teléfono.
A partir del 29 de agosto de 2010, todos los teléfonos fijos pasaron a tener 8 dígitos, según el Plan Nacional de Numeración. Todos los teléfonos fijos pasaron a ser números nacionales de 8 dígitos y se eliminó el cero. Por lo que para llamar a cualquier teléfono fijo del país se debe discar 8 dígitos. Este plan fue implementado por la Unidad Reguladora de Servicios de Comunicaciones (URSEC). El último cambio de numeración en Montevideo y área metropolitana había sido el 26 de octubre de 1997, cuando se introdujo un dígito a los 6 existentes. Los motivos del cambio a 8 dígitos se expresaron de la siguiente forma:

La numeración telefónica es un recurso escaso, que debe administrarse con eficiencia para responder a las expectativas de los consumidores y también de los operadores de servicios telefónicos. 
Los cambios previstos van en el sentido del uso eficiente del recurso escaso. Con los mismos, la numeración nacional de telefonía fija se concentra en los planos del 2 y del 4, liberando recursos (planos completos del 3, 5, 6 y 7) para servicios en expansión y para la demanda actual y futura de nuevas aplicaciones y servicios que requieran numeración, lo que permitirá que Uruguay acompañe el desarrollo del sector telecomunicaciones a nivel internacional. 
Adicionalmente, la existencia de un número uniforme a nivel nacional es consistente con que todo el territorio uruguayo es una única área local de servicio.
URSEC

### Plan Nacional de Numeración

#### Interior
En el resto del país todos los números nacionales de los teléfonos fijos comienzan por 4. Este número nacional de ocho dígitos se forma incorporando el número 4 acompañado del indicativo de área (sin el cero) al inicio del número antiguo.
Ejemplo Colonia
| Indicativo de área | Número antiguo | Número actual |
| ------------------ | -------------- | ------------- |
| 52                 | xxxxx          | 452x xxxx     |

La excepción se da en las localidades del departamento de Maldonado que comienzan con el indicativo de área 42 (Maldonado, La Barra, Portezuelo, Punta Ballena, Punta del Este, Laguna del Sauce y San Carlos), donde el número nacional de ocho dígitos se forma incorporando únicamente el indicativo de área (sin el cero), es decir 42, al inicio del número antiguo.
Ejemplo Maldonado
| Indicativo de área | Número antiguo | Número actual |
| ------------------ | -------------- | ------------- |
| 42                 | xxxxxx         | 42xx xxxx     |

#### Desde el exterior
En las llamadas desde el exterior hacia Montevideo, Área Metropolitana o resto del país, únicamente se debe agregar el código de país (598) al número nacional de 8 dígitos.
| Destino    | Número actual | Discado desde el exterior |
| ---------- | ------------- | ------------------------- |
| Montevideo | 2xxx xxxx     | (598) 2xxx xxxx           |
| Colonia    | 452x xxxx     | (598) 452x xxxx           |
| Maldonado  | 42xx xxxx     | (598) 42xx xxxx           |

### Características por área
| Localidad                       | Característica | Número según PNN    |
| ------------------------------- | -------------- | ------------------- |
| Canelones, Canelones            | 33             | 433x xxxx           |
| Maldonado, Maldonado            | 42             | 42xx xxxx           |
| Rocha, Rocha                    | 47             | 447x xxxx           |
| Treinta y Tres, Treinta y Tres  | 45             | 445x xxxx           |
| Melo, Cerro Largo               | 64             | 464x xxxx           |
| Rivera, Rivera                  | 62             | 462x xxxx           |
| Artigas, Artigas                | 77             | 477x xxxx           |
| Salto, Salto                    | 73             | 473x xxxx           |
| Paysandú, Paysandú              | 72             | 472x xxxx           |
| Fray Bentos, Río Negro          | 56             | 456x xxxx           |
| Bellaco, Río Negro              | 560            | 4560 xxx            |
| Young, Río Negro                | 567            | 4567 xxxx           |
| Mercedes, Soriano               | 53             | 453x xxxx           |
| Colonia del Sacramento, Colonia | 52             | 452x xxxx           |
| San José de Mayo, San José      | 34             | 434x xxxx           |
| Trinidad, Flores                | 364/385        | 4364 xxxx/4385 xxxx |
| Florida, Florida                | 35             | 435x xxxx           |
| Minas, Lavalleja                | 44             | 444x xxxx           |
| Durazno, Durazno                | 36             | 436x xxxx           |
| Tacuarembó, Tacuarembó          | 63             | 463x xxxx           |
| Montevideo, Montevideo          | 2              | 2xxx xxxx           |

## Telefonía celular
Al llegar la telefonía celular al país, la primera empresa instaurada fue Movicom BellSouth. Los números de los teléfonos celulares en ese entonces comenzaban con los dígitos 09, seguidos de un número único de 6 cifras: 09 xxx xxx.
En 1994, Antel decidió comenzar su propio servicio de telefonía móvil, creando Ancel (hoy marcas unificadas bajo el nombre de Antel). Esto significó un cambio de numeración para la telefonía móvil. Se le asignó un valor a cada empresa, que se colocaría entre el 09 y las 6 cifras del móvil, para identificar los números de cada una de ellas. A Movicom se le asignó el 4 y a Antel el 9. Los teléfonos celulares pasaron a identificarse de la siguiente manera: los de Movicom 094 xxx xxx, y los de Antel 099 xxx xxx.
En 2003, llegó al Uruguay Claro (en ese entonces bajo el nombre de CTI Móvil), subsidaria de América Móvil. Los números de esta empresa fueron precedidos por 096, de la siguiente forma: 096 xxx xxx.
En 2004, la firma Movicom Bellsouth fue comprada por Telefónica y pasó a denominarse Movistar.
Actualmente, el número de unidades móviles ha crecido tanto, que ya dos de las tres empresas han sobrepasado el millón de usuarios, agotando los números disponibles. Es por esto que ya a las tres empresas se le han asignado otros dígitos.
- Movistar: 093, 094 y 095.
- Antel: 091, 092, 098 y 099.
- Claro: 096 y 097.

La Ursec ha reservado los planos 084, 089 y 086 para un eventual uso futuro de las empresas Movistar, Antel y Claro, respectivamente.
Desde el 12 de enero de 2022 entró en vigor la portabilidad numérica. Este nuevo sistema permite a los usuarios cambiar de compañía telefónica sin perder su número.

#### Desde el exterior
En las llamadas desde el exterior hacia un celular en Uruguay, únicamente se debe agregar el código de país (598) al número de celular de 9 dígitos, sin el cero.
| Red      | Número actual | Discado desde el exterior |
| -------- | ------------- | ------------------------- |
| Movistar | 095 xxx xxx   | (598) 95 xxx xxx          |
| Antel    | 092 xxx xxx   | (598) 92 xxx xxx          |
| Claro    | 096 xxx xxx   | (598) 96 xxx xxx          |

A partir de la aplicación de la portabilidad numérica en Uruguay, los dígitos iniciales de un número no necesariamente indican la compañía a la que éste pertenece. Ejemplo: el número 094 111 111, puede haber sido asignado inicialmente por la compañía Movistar, pero luego el usuario puede haberse cambiado al servicio de telefonía provisto por otra compañía (Antel o Claro), manteniendo el mismo número. Esto funciona utilizando un número "fantasma" de la compañía que provee el servicio que se asigna al momento de crear un nuevo contrato telefónico.